# Espíritu Santo
Espíritu Santo (Spaans: heilige geest) is het grootste eiland in Vanuatu. Het is 4248 km² groot en het hoogste punt is 1879 m. Het eiland maakt deel uit van provincie Sanma. De provinciehoofdstad is Luganville en ligt aan de zuidkust. Vijf kilometer van Luganville ligt een vliegveld en er zijn drie verbindingswegen over het eiland.

## Geschiedenis
Het eiland werd in 1606 ontdekt door de Portugese ontdekkingsreiziger Pedro Fernandes de Queirós, die dacht hiermee een noordelijke uitloper van het onbekende Zuidland, een werelddeel dat het zuiden van de globe zou moeten bedekken, te hebben gevonden. Hij noemde het eiland ter ere van de koning van Spanje Austrialia del Espíritu Santo. Austrialia was een samenvoeging van Austria, verwijzend naar de Oostenrijkse afkomst van de koning, en Australis uit de naam Terra Australis.
Tijdens de Tweede Wereldoorlog na de aanval op Pearl Harbor werd het eiland een belangrijk steunpunt voor de Amerikanen. Omdat het Amerikaanse leger na de oorlog veel van hun afgedankte uitrusting hier in zee dumpte, ontstond hier later een geliefd oord voor de duiktoerisme.
In 1980, het jaar waarin Vanuatu onafhankelijk werd, was op het eiland een afscheidingsbeweging actief, die van het eiland een belastingparadijs wilde maken. De actie duurde ongeveer 12 weken en wordt ook wel schertsend de Coconut War genoemd. Frankrijk en Groot-Brittannië weigerden in te grijpen, uiteindelijk maakte het leger van Papoea-Nieuw-Guinea een einde aan de opstand, waarna het eiland zich voegde onder het gezag van de nieuwe onafhankelijke regering van Vanuatu.

## Bevolking
In 2009 woonden er 39.601 mensen; Luganville is de enige grote plaats op het eiland, de rest van het eiland is bezaaid met kleine dorpen. Formeel zijn de meesten christen, de drie grootste geloofsgemeenschappen zijn de Presbyterian Church of Vanuatu, de Rooms-Katholieke Kerk en de Church of Melanesia (Anglicaans). In veel dorpen noemen de mensen zich heiden, dit is geen scheldwoord, maar daarmee geeft men aan dat men niet het christelijk geloof aanhangt.
De mensen leven van toerisme en de verbouw van kopra, cacao en kava (hieruit worden genot- en geneesmiddelen bereid). Verder is er visserij, land- en tuinbouw voor merendeels eigen of lokaal gebruik. Veel mensen hebben eigen moestuinen en houden kippen en varkens.

## Toerisme en ecotoerisme
Door het grote aantal scheepswrakken is het een populaire bestemming voor sportduikers. Om de biodiversiteit op het eiland te waarborgen zijn er drie  gebieden als natuurreservaat aangewezen, de Loru Conservation Area en Loru Rainforest Protected Area aan de noordoostkust  en Vatthe Conservation Area aan de grote baai in het noorden. Op het eiland komen verschillende vogelsoorten voor die op slechts een beperkt aantal andere eilanden voorkomen zoals de kastanjebuikijsvogel (Todiramphus farquhari), of alleen op dit eiland zoals de koningspapegaaiamadine (Erythrura regia) en de harlekijnmonarch (Neolalage banksiana).
De volgende zoogdieren komen er voor: Wild zwijn (Sus scrofa) (geïntroduceerd), Pacifische rat (Rattus exulans) (geïntroduceerd)  en de volgende soorten vleermuizen: Pteropus anetianus,  Tongavleerhond (Pteropus tonganus), Aselliscus tricuspidatus, Hipposideros cervinus, Miniopterus australis, Miniopterus propitristis en Chaerephon bregullae